# Lavadeira-de-cabeça-branca
Caça-moscas-de-cabeça-branca ou lavadeira-de-cabeça-branca (Arundinicola leucocephala) é uma ave passeriforme da família dos tiranídeos, com ampla distribuição no Brasil e países adjacentes, em pântanos e lagoas. O macho dessa espécie possui a cabeça branca e o corpo negro, e a fêmea é pardacenta com dorso mais escuro e fronte, face e peito brancos. Também é conhecido pelos nomes de freirinha, maria-velhinha, rendeiro, velhinha, velhinho, velho e viuvinha.
É a única espécie do género Arundinicola.